# Remigijus Motuzas
Remigijus Motuzas (* 17. November 1956 in Skuodas) ist ein litauischer Diplomat und Politiker, Mitglied des Seimas. 

## Leben
Nach dem Abitur absolvierte er 1978 ein Studium der litauischen Sprache und Literatur an der Fakultät für Philologie am Vilniaus pedagoginis institutas und wurde Lehrer. Von 1978 bis 1985 arbeitete er in Vilnius, Žirmūnai.
Von 1991 bis 1993 promovierte er in Edukologie an der Fakultät für Philosophie der Vilniaus universitetas. Danach arbeitete er im Ministerium. Von 2004 bis 2006 war er Bildungs- und Wissenschaftsminister Litauens im Kabinett Brazauskas II, von 2006 bis 2011 Botschafter in Schweden. Ab Oktober 2011 war er Direktor einer Abteilung im Außenministerium Litauens und 2020 arbeitete er als erster Stellvertreter des Kanzlers in der Regierungskanzlei Litauens (unter Premierminister Saulius Skvernelis). Seit dem 14. November 2024 ist er Mitglied im 14. Seimas, Vorsitzender der LSDP-Seimasfraktion. 
Von 1979 	1989 war er Mitglie der KPdSU, von 1989 	bis 1990 der Lietuvos komunistų partija und von 1990 bis 	1997 der Lietuvos demokratinė darbo partija. 	 
Seit 2004 ist er Mitglied der  Lietuvos socialdemokratų partija.